# San Francisco del Oro
San Francisco del Oro là một đô thị thuộc bang Chihuahua, México. Năm 2005, dân số của đô thị này là 4838 người.